# Portal (microcomputadora)
El Portal R2E CCMC es una microcomputadora portable diseñada y comercializada por el departamento de estudios y desarrollos de la firma francesa R2E Micral y apareció oficialmente en septiembre de 1980 en la exposición Sicob en París. El Osborne 1 fue lanzado ocho meses después, en abril de 1981. especializado en nómina y contabilidad. 
Se vendieron varios cientos de unidades entre 1980 y 1983. 
Ningún museo tiene el Portal, pues es extremadamente raro en estos días; dos están en colecciones privadas.
La compañía R2E Micral también es conocida por haber diseñado "la primera computadora comercial que no es un kit basada en un microprocesador", la Micral N, una de las primeras unidades que se vendieron por 62.000 euros a Paul G. Allen, el co- fundador de Microsoft (con Bill Gates), por el subastador Rouillac el 11 de junio de 2017, para el museo Allen de Seattle, Living Computer Museum + Labs.

## Especificaciones
El Portal se basó en un procesador Intel 8085 de 8 bits a 2 MHz.
Estaba equipado con 64 KB de RAM principal, un teclado con 58 teclas alfanuméricas y 11 teclas numéricas (en bloques separados), una pantalla de 32 caracteres, una disquetera, una impresora térmica, un canal asíncrono, un canal síncrono y una fuente de alimentación de 220 voltios. Diseñado para una temperatura de funcionamiento de 15 °C a 35 °C, pesaba 12 kg y sus dimensiones eran 45 x 45 x 15 cm. 